# Cmentarz żydowski w Czempiniu
Cmentarz żydowski w Czempiniu – kirkut mieści się przy ul. Towarowej i przez wiele służył jako miejsce spoczynku Żydów z m.in. Kościana i Mosiny. Obecnie na jego terenie nie ma macew, działka, na której mieściła się nekropolia, została zabudowana.